# 에이나르 베네딕트손
에이나르 베네딕트손(Einar Benediktsson, 1864년 10월 31일 – 1940년 1월 12일)은 아이슬란드 시인이다. 시재가 있는 모친의 영향으로 일찍부터 시작에 전념했다. 에이틀 스카틀라그림손과 R. 브라우닝의 영향을 받고 덴마크의 코펜하겐에서 법률을 공부하였다. 귀국 후 <다그스그라우>지를 발간하고 법정변호사나 군(郡)보안관으로 활약하다가 독립운동에 관여했다.
그의 시는 외국의 대도시나 자연의 아름다운 풍경을 노래 하기도 하였으나 지극히 철학적인 면이 강렬하였다. 아이슬란드어의 아름다움을 충분히 발휘하여 모국어의 우아함과 순수성을 지키는 데 크게 이바지하였고, 그 시작법상의 독특성은 모방하기 어려울 정도로 특출한 것이었으나 실로 많은 젊은 시인에게 큰 영향을 끼쳤다. 시집에 <이야기와 시> <바다의 빛남>(1906), <파도>(1913), <바다>(1921)가 있다.